# Удж бей
Удж бей (на турски: Uc-Bey) е военачалник, владетел на един Удж (на турски: اوج;: Връх, край). Удж е османска дума, аналог на гръцкото название акрон (άκρον), с която през Средновековието са наричали граничните територии (Марките) между християнския и мюсюлманския свят. Тези, които имали задачата да пазят граничните територии, се казвали на византийската страна - Акрити (Ακρίται), а на мюсюлманската страна - Гази (Ghāzī, ‏غازى).
През ранното средновековие Източна Анатолия става най-важната гранична територия между двата свята.
През 1299 г. Осман бей обявява своята „Малка държава“ - Османски бейлик, която през 1288 г. е призната като независим бейлик от султан Месуд II. По тази причина, османците се имат за правоприемници на Иконийския султанат. При експанзията на ранната Османска държава в посока Румелия, удж-бейовете и гази-идеологията са играли голяма роля.
Удж-бейовете били от голямо значение особено при завладяването на Румелия. Сред известните удж-бейове са Гази Евренос – покорителят на Тракия и Македония; Игит бей – покорителят на Скопие (1392), и неговите синове Турахан бей – покорител на Тесалия и Ицхак бей - на Босна.
Удж-бейовете са върхът на османските завоевания, поради което и са имали известна независимост от османската династия. Те създавали дори свои фамилни династии. Били винаги лоялни към османската династия. Големите територии, завладени от удж-бейовете, са били официално признавани от султана през ранното средновековие като тяхна собственост, по-късно са превърнати на вакъфи, които са управлявани от наследниците на удж-бейовете, вкл. до 19 век.